# Danny Wuerffel
College Football Hall of Fame 2013
(en) Statistiques sur pro-football-reference
Danny Wuerffel, né le 27 mai 1974 à Fort Walton Beach en Floride, est un joueur de football américain évoluant au poste de quarterback en National Football League. Sous le maillot universitaire des Gators de Floride, il s'illustre jusqu'à remporter le trophée Heisman. Sélectionné en 99e position par les Saints de La Nouvelle-Orléans, il est principalement remplaçant. Il occupe également ce rôle aux Packers de Green Bay et aux Bears de Chicago en 2000 et 2001. Sélectionné par les Texans de Houston lors de la draft d'expansion 2002, il est transféré une semaine plus tard aux Redskins de Washington où il retrouve son entraîneur universitaire. Il y débute quelques rencontres avant d'être libéré de son contrat avant la saison 2003. Aucune autre équipe ne le recrute et il doit mettre un terme à sa carrière de joueur de football américain en février 2004.